# 1927 v letectví
Tento článek obsahuje seznam událostí souvisejících s letectvím, které proběhly roku 1927.

## Události

### Květen
- 8.–9. května – Charles Nungesser a François Coli se v dvouplošníku Levasseur PL-8 „L'Oisseau Blanc“ pokoušejí o přelet Atlantiku z Paříže do USA. Od té doby jsou oba nezvěstní.
- 20.–21. května – Charles Lindbergh v letounu pojmenovaném The Spirit of St. Louis překonává jako první sólovým letem Atlantik. Vzlétá v New Yorku a přistává v Paříži.

### Srpen
- 12. srpna má premiéru němý film Wings, pojednávající o bojových pilotech 1. světové války. Později, jako vůbec první film, získává Oskara v kategorii nejlepší film a nejlepší produkce.

### Září
- 10. září – v šestnáctém ročníku Poháru Gordona Bennetta zvítězili Američané Edward J. Hill a Arthur G. Schlosser
- 26. září – Supermarine S.5 skončil na 1. a 2. místě v závodě o Schneiderův pohár[1]

## První lety
- Aero A-32
- Abrial A-3 Oricou
- Buhl Airsedan
- Cierva C.9
- Curtis XP-6, prototyp Curtiss P-6 Hawk
- Focke-Wulf A 17
- Focke-Wulf A 20
- Hamilton H-47, první americké celokovové letadlo
- Kawasaki Type 88
- Keystone LB-5
- Latécoère 28
- Nieuport-Delage Ni-D 52
- Piaggio P.6
- Pitcairn PA-4 Fleetwing II
- Pitcairn PA-5 Mailwing
- Polikarpov P-2
- Potez 29
- Ryan Brougham
- Waco 10
- Latécoère 23

### Únor
- 17. února – Avia BH-28
- 28. února – Curtiss F7C Seahawk

### Březen
- 7. března – Westland Wapiti
- 26. března – Handley Page Hinaidi

### Duben
- 27. dubna – Stinson Detroiter

### Květen
- 17. května – Bristol Bulldog

### Červen
- 7. června – Supermarine S.5[2]

### Červenec
- 4. července – Lockheed Vega

### Prosinec
- Avro 584 Avocet